# أميد يشار أوغوزجان
أُميد يشار أوغوزجان (بالتركية: Ümit Yaşar Oğuzcan)‏ ولد في 22 أغسطس عام 1926، في طرسوس وتوفي في 3 نوفمبر 1984. وهو شاعر تركي.

## حياته
ولد أُميد يشار في 22 أغسطس عام 1926، في طرسوس. وأنهى الثانوية التجارية في أسكي شهر في عام 1946، وبدأ العمل في بنك الأعمال التركي في أنقرة، وإسطنبول وآضنة. وقد تقاعد مبكرًا بإرداته عندما أتم عامه الثلاثين في الخدمة، وأثناء عمله مساعدًا لمدير العلاقات مع الشعب (العلاقات العامة)، في يوليو 1977. وأنشئ معرضًا فنيًا يحمل اسمه في إسطنبول.
بدأ أُميد بكتابة الشعر في عام 1940 بين الشعراء السبع، وفي عام 1975 بلغت قصائده 33، ونشر له 4 كتب منثوره، و13 أثراً من السير الذاتية والمقتطفات، وبلغ مجموع ما نشر له 50 كتابا، منهم ما سجل أسطوانات شعر، أو كلمات أغاني، وقد اشتهر أُميد أحد أشهر شعراء النقد الأتراك. وفي الغالب كان يتمحور أغلب شعره حول العشق والاشتياق، والانفصال، وقد تحول إلى الشعر الحزين، وشعر الألم والموت، والحياة الفانية، على إثر وفاة ولده الأكبر، وأدى ذلك إلى الاهتمام بالشكل والمضمون، وأظهر كان تأثيره أكثر وضوحا في الشعر، وقد كان ما كتبه رباعيات عروضيه(بالعروض).

## أعماله
- أفكر بمصطفى كمال
- الإنسانية 1947

## روابط خارجية
- أميد يشار أوغوزجان على موقع ميوزك برينز (الإنجليزية)